# Ембарас (Висконсин)
Ембарас (енгл. Embarrass) град је у америчкој савезној држави Висконсин.

## Демографија
По попису из 2010. године број становника је 404, што је 5 (1,3%) становника више него 2000. године.
| Група             | 2000.       | 2010.       |
| Белци             | 396 (99,2%) | 390 (96,5%) |
| Афроамериканци    | 0 (0,0%)    | 2 (0,5%)    |
| Азијати           | 0 (0,0%)    | 0 (0,0%)    |
| Хиспаноамериканци | 3 (0,8%)    | 3 (0,7%)    |
| Укупно            | 399         | 404         |